# Кортни Лоз
Кортни Лоз (енгл. Courtney Lawes; 23. фебруар 1989) професионални је енглески рагбиста који игра за Нортхемптон Сеинтс у Премијершип.

## Биографија
Висок 201 цм, тежак 118 кг, Кортни Лоз игра у другој линији (енгл. Lock). Лоз је професионалну карије започео 2007. у екипи Нортхемтон сејнтс и за овај тим је до сада одиграо 154 мечева и постигао 3 есеја. 7. новембра 2009. је Лоз дебитовао против Аустралије за "црвене руже" - Рагби јунион репрезентација Енглеске. За репрезентацију је одиграо 42 тест меча и с њом 2011. освојио Куп шест нација